# Viola pseudomakinoi
Viola pseudomakinoi är en violväxtart som beskrevs av M. Mizush. och Tatemi Shimizu. Viola pseudomakinoi ingår i släktet violer, och familjen violväxter. Inga underarter finns listade i Catalogue of Life.